# Boarmia marcentaria
Boarmia marcentaria là một loài bướm đêm trong họ Geometridae.